# بريندان بريثناش
بريندان بريثناش (بالإنجليزية: Breandán Breathnach) هو عالم موسيقى أيرلندي، ولد في 1 أبريل 1912 في دبلن في جمهورية أيرلندا، وتوفي في 6 نوفمبر 1985.